# Paolo Monna
Paolo Monna (Fasano, 19 de abril de 1998) es un deportista italiano que compite en tiro, en la modalidad de pistola.
Participó en dos Juegos Olímpicos de Verano, en los años 2020 y 2024, obteniendo una medalla de bronce en París 2024, en la prueba de pistola 10 m.
En los Juegos Europeos de Cracovia 2023 consiguió dos medallas, oro en pistola 10 m mixto y bronce en pistola 10 m. Ganó cuatro medallas en el Campeonato Europeo de Tiro entre los años 2020 y 2024.

## Palmarés internacional
| Juegos Olímpicos   | Juegos Olímpicos    | Juegos Olímpicos  | Juegos Olímpicos   |
| Año                | Lugar               | Medalla           | Prueba             |
| ------------------ | ------------------- | ----------------- | ------------------ |
| 2024               | París (Francia)     | Medalla de bronce | Pistola 10 m       |
| Juegos Europeos    |                     |                   |                    |
| Año                | Lugar               | Medalla           | Prueba             |
| 2023               | Breslavia (Polonia) | Medalla de oro    | Pistola 10 m mixto |
| 2023               | Breslavia (Polonia) | Medalla de bronce | Pistola 10 m       |
| Campeonato Europeo |                     |                   |                    |
| Año                | Lugar               | Medalla           | Prueba             |
| 2020               | Breslavia (Polonia) | Medalla de plata  | Pistola 10 m       |
| 2022               | Hamar (Noruega)     | Medalla de bronce | Pistola 10 m mixto |
| 2023               | Tallin (Estonia)    | Medalla de bronce | Pistola 10 m       |
| 2024               | Győr (Hungría)      | Medalla de oro    | Pistola 10 m       |